# Кодуэлл, Кристофер
Кристофер Кодуэлл (англ. Christopher Caudwell, настоящее имя — Кристофер Сент-Джон Спригг (англ. Christopher St. John Sprigg); 20 октября 1907, Лондон — 12 февраля 1937, Испания) — британский марксист, писатель и поэт.
Родился в католической семье. Учился в католической школе Святого Бенедикта и затем другой школе, которую оставил в 15 лет (в 1922 году), так как его отец потерял работу литературного редактора в «Daily Express». Затем они переехали на север Англии.
Согласно традиционной точке зрения, Кодуэлл был в значительной степени самоучкой, изучавшим историю и философию в Лондонской библиотеке.
Член Коммунистической партии Великобритании, в которую вступил по возвращении в Лондон.
В декабре 1936 года поехал в Испанию, вступил в интернациональную бригаду. Участник Гражданской войны в Испании. Погиб в бою на Хараме. Значительная часть его работ была опубликована лишь посмертно, начиная с «Иллюзии и реальности» (написанная летом 1935 года, опубликована в 1937 году) — образца марксистской литературной критики.
В первой части своего романа 1936 года «Это моя рука» (This My Hand) он создал беллетризованную женскую версию собственного «Я» в образе Селии Харрисон (автобиографичность проглядывает там не только в этой героине).

## Публикации на русском языке
- Кодуэлл К. Иллюзия и действительность. Об источниках поэзии / пер. с англ. — М.: Прогресс, 1969. — 365 с.